# ليف إريكسون (محامي)
ليف إريكسون (بالإنجليزية: Leif Erickson)‏ هو قاضي ومحامي أمريكي، ولد في 29 يوليو 1906 في كاشتون في الولايات المتحدة، وتوفي في 22 ديسمبر 1998 في ميسولا في الولايات المتحدة.